# Jean Decety
Jean Decety (né en 1960) est professeur à l'université de Chicago et son collège, avec une affectation primaire dans le département de psychologie et une affectation secondaire dans le département de psychiatrie et de neurosciences comportementales.

## Biographie
Il a obtenu un doctorat de neurosciences à l'université Claude-Bernard-Lyon-1. Il a ensuite effectué un séjour postdoctoral à l'hôpital de Lund dans le département de neurophysiologie clinique à l'université de Lund, puis au Karolinska Sjukhuset dans le département de neurophysiologie et de neuroradiologie à Stockholm.
Jean Decety a été directeur de recherche à l'Inserm jusqu'en 2001. Puis il a émigré aux Etats-Unis, d'abord à l'université de Washington à Seattle, puis en 2005 à Chicago. Il dirige le Child neurosuite et le Social cognitive neuroscience laboratory à l'université de Chicago,.
Decety est un spécialiste de neurosciences sociales et est le cofondateur de la Society for Social NeuroscienceSociety for Social Neuroscience. En 2006, Decety a créé la revue Social Neuroscience dont il a été rédacteur en chef pendant six ans. Il est élu en 2022 membre de l'Academia Europaea dans la section physiologie et neuroscience.

## Travaux scientifiques
Ses recherches actuelles se focalisent sur le développement et les mécanismes neurobiologiques et psychologiques qui sous-tendent la prise de décision sociale, l'empathie,, la morale, la motivation pour la justice, le comportement prosocial, ainsi que d'autres domaines liés à la cognition sociale.
Son travail a conduit à de nouvelles pistes de connaissances sur les bases neurobiologiques des processus socio-émotionnels et cognitifs impliqués dans la cognition sociale chez les enfants et les adultes, ainsi que la délicate question des présupposés troubles socio-affectifs chez les psychopathes criminels incarcérés. L'impact de ces affirmations que certains trouvent aventureuses ne soient détournées en influant des décisions de justice,. Ses travaux de recherche utilisent une approche multidimensionnelle et intégrative qui caractérise les neurosciences sociales (des gènes aux comportements), incluant l'imagerie cérébrale (Imagerie par résonance magnétique fonctionnelle, Électroencéphalographie quantitative), l'oculométrie et l'économie comportementale.

### Simulation mentale d'actions
La simulation mentale, également appelée imagerie motrice, pratique mentale ou répétition mentale, fait référence à la capacité cognitive humaine d'imaginer faire une action ou un comportement spécifique et de simuler le résultat probable avant d'agir. Cette méthode fait partie de l'entraînement sportif d'élite depuis longtemps.Les secrets de préparation mentale des athlètes Les recherches initiées par Decety et Marc Jeannerod utilisant les techniques de psychophysique, l'imagerie cérébrale, l'excitabilité du réflexe H, ainsi que des mesures du système nerveux autonome, ont démontré que l'imagination d'une action active des représentations neuronales similaires qui seraient engagées en effectuant cette même action. Par exemple, une augmentation de la fréquence cardiaque et de la fréquence respiratoire sont proportionnelle au niveau d'effort mental chez les athlètes qui s'imaginent courir sur un tapis roulant à différentes vitesses. Imaginer faire une action est associé à l'engagement d'un réseau cérébral comprenant le cortex moteur, le lobule pariétal inférieur le cortex somatosensoriel et le cervelet, régions impliquées dans le contrôle moteur. Ensemble, ces résultats ont été interprétés comme une démonstration d'une équivalence fonctionnelle entre l'imagination et la production d'action, dans la mesure où ils partagent les mêmes représentations motrices sous-tendues par le même substrat neurophysiologique. Ce cadre théorique a ensuite été étendu à l'empathie et certains aspects de la cognition sociale,.

### Origines et mécanismes de l'empathie
À partir d'une série d'études empiriques chez l'homme et chez l'animal, Decety théorise que l'empathie est un construit multidimensionnel reflétant : 1) une capacité naturelle à partager les états affectifs des autres; 2) la capacité d’adopter intentionnellement la perspective subjective d’autrui et 3) la motivation de se soucier de l’autre. Ces composants sont sous-tendus par des processus automatiques et d’autres contrôlés qui interagissent les uns avec les autres. Les circuits neuronaux et hormones, comme l'ocytocine régissant l’empathie affective et le souci de l’autre sont anciens sur le plan évolutif et largement conservés à travers une grande variété d'espèces, y compris au niveau moléculaire.
Chez l'enfant, ses travaux ont permis d’identifier des trajectoires de développement de l’empathie émotionnelle, du souci de l’autre et de l’empathie cognitive. Ces trajectoires développementales sont enchevêtrées au sens où les différents composants sont imbriqués et s’influencent réciproquement. Tout comme les déterminants biologiques et environnementaux interagisse dès la naissance.

### Origines des comportements prosociaux
Jean Decety postule que les comportements prosociaux sont des produits de la sélection naturelle, des adaptations biologiques nécessaires à la vie en groupe et à la coopération,. Ils sont variés et reposent sur des motivations distinctes. En particulier, l’empathie ne doit être confondue avec la morale ni l'altruisme bien qu'elle puisse jouer un rôle motivateur. La fonction principale de la morale est de réguler les interactions sociales dans la direction de la coopération, en inhibant les tendances égoïstes, aidant ainsi à vivre ensemble. Mais parfois l’empathie va à l’encontre des principes de justice et d’équité, car elle biaise les jugements et décisions en induisant du favoritisme,.

### Le développement de la morale chez l’enfant à travers différentes cultures
Afin de comprendre comment la morale émerge à partir de mécanismes biologiques innés, sélectionnées par l’évolution,, tout en interagissant avec l’environnement culturel local, Decety mène des études empiriques sur le développement du jugement moral et de son lien avec les comportements prosociaux à travers différentes cultures.
Une première étude, réalisée en Afrique du Sud, Canada, Chine, États-Unis et Turquie avec des enfants âgés de 5 a 12 ans a mesuré une variété de facteurs intrinsèques et extrinsèques influençant l’altruisme et la cognition morale, y compris les fonctions exécutives, la théorie de l'esprit, l'empathie et le niveau socioéconomique des parents. Les résultats indiquent que, indépendamment de la culture, ce sont les facteurs du développent cognitif (fonctions exécutives et théorie de l’esprit) et le niveau d’éducation de la mère qui prédisent le mieux les comportements altruistes des enfants. Ces résultats cadrent bien avec une littérature grandissante suggérant que la théorie de l'esprit et le fonctionnement exécutif favorisent le comportement moral.
Une deuxième série d’études a examiné dans quelle mesure les normes culturelles sont intégrées dans le développent et l’expression comportementale du souci d'équité (un élément fondamental et universel de la morale) avec un large échantillon d'enfants âgés de 4 à 11 ans (N = 2 163) dans 13 pays (Afrique du Sud, Argentine, Canada, Chili, Chine, Colombie, Cuba, États-Unis, Jordanie, Mexico, Norvège, Taiwan et Turquie). Les différences dans les niveaux d'individualisme et de collectivisme entre les pays prédit l'âge et la mesure dans laquelle les enfants favorisent l'équité plutôt que l’égalité dans jeux économiques de justice distributive. Les enfants qui vivent dans les cultures les plus individualistes adoptent des distributions équitables à un degré plus élevé que les enfants issus de cultures plus collectivistes lorsque les bénéficiaires diffèrent en ce qui concerne leur richesse et mérite. En général, les enfants de cultures plus individualistes favorisent également des distributions équitables à un âge plus précoce que les enfants de cultures plus collectivistes. Ces résultats apportent une clarification pour les théories qui postulent que l'équité est une préoccupation morale universelle et que les humains favorisent naturellement les distributions équitables plutôt que celles égales.

### Le coté sombre de la morale
Plus récemment, Decety a commencé à examiner les mécanismes psychologiques et neurologiques qui sous-tendent les convictions morales très fortes. L’ambivalence de la morale humaine, sous l’œil des neurosciences Ces convictions peuvent motiver les pires violences comme l'ont montré certains travaux en anthropologie.

## Controverses
En 2015, Decety a publié une étude fort discutée sur la religion et la moralité chez les enfants qui concluait que les enfants de ménages identifiés comme l'une des deux grandes religions du monde (christianisme et islam) étaient moins altruistes que les enfants de ménages non religieux. L'étude a utilisé des mesures comportementales des tendances punitives pour évaluer le préjudice interpersonnel, le jugement moral, l'empathie et la générosité («jeu de dictateur») chez 1151 enfants âgés de 5 à 12 ans dans six pays (Canada, Chine, Jordanie, Afrique du Sud, Turquie et États-Unis). Les auteurs ont constaté que les enfants de familles religieuses estiment que les préjudices interpersonnels sont plus «graves» et méritent une punition plus sévère que les enfants non religieux. Ils ont également signalé que la religiosité prédisait inversement l'altruisme des enfants, du moins lorsque la générosité s'adressait spontanément à un bénéficiaire anonyme.
L’étude a pour le moins suscité une attention soutenue de la part des médias et des médias sociaux, ces derniers l’ayant citée comme « preuve » que les enfants religieux sont plus méchants que leurs homologues non religieux,,.
Une analyse ultérieure des données de l'étude a révélé que Decety et ses collègues avait fait une erreur en analysant les données en codant le pays comme une variable continue plutôt que catégorielle. Une fois que cette erreur a été corrigée, le lien observé dans le jeu du dictateur en rapport avec l'appartenance religieuse apparait comme un artefact de différences entre les pays, principalement motivés par le faible niveau de générosité en Turquie et en Afrique du Sud. Malgré tout, les enfants issus de familles très religieuses paraissent légèrement moins altruistes que ceux de familles moyennement religieuses,. A la demande de Decety, l'article a été rétracté.A tale of mistake and retraction shows that science works—eventually
En 2019, une étude d'imagerie par résonance magnétique anatomique de l'équipe de Decety et son collègue Kent Kiehl avec plus de 800 prisonniers dans les états du Nouveau-Mexique et du Minnesota a mis en évidence une réduction de matière grise cérébrale dans certaines régions corticales chez les auteurs d'homicides, comparées à celles d'autres auteurs de violences. Ces données suscitent des questionnements scientifiques, éthiques et judiciaires,.

## Articles récents
- Workman, C. I., Yoder, K. J., & Decety, J. (2020). The dark side of morality–Neural mechanisms underpinning moral convictions and support for violence. American Journal of Bioethics - Neuroscience, 11(4), 269-284.
- Yoder, K. J., & Decety, J. (2018). The neuroscience of morality and social decision-making. Psychology, Crime & Law, 24(3), 279-295.
- Decety, J., Pape, R., & Workman, C. I. (2018). A multilevel social neuroscience perspective on radicalization and terrorism. Social Neuroscience, 13(5), 511-529.
- Kiehl, K. A., Anderson, N. E., Aharoni, E., Maurer, J. M., Harenski, K. A., Rao, V., Claus, E. D., Koenigs, M., Decety, J., Kosson, D., Wager, T. D., Calhoun, V. D., & Steele, V. R. (2018). Age of gray matters: Neuroprediction of recidivism. NeuroImage: Clinical, 3(19), 813-823.
- Meidenbauer, K. L., Cowell, J. M., & Decety, J. (2018). Children’s neural processing of moral scenarios provides insight into the formation and reduction of in-group biases. Developmental Science, 21(6), e12676.
- Decety, J. & Yoder, K. J. (2017). The emerging social neuroscience of justice motivation. Trends in Cognitive Sciences, 21(1), 6-14.
- Cowell, J., & Decety, J. (2015). Precursors to morality in development as a complex interplay between neural, socio-environmental, and behavioral facets. Proceedings of the National Academy of Sciences USA, 112 (41), 12657-12662.
- Decety, J., Lewis, K., & Cowell, J. M. (2015). Specific electrophysiological components disentangle affective sharing and empathic concern in psychopathy. Journal of Neurophysiology, 114, 493-504.
- Decety, J., Chen, C., Harenski, C. L., & Kiehl, K. A. (2015). Socioemotional processing of morally-laden behavior and their consequences on others in forensic psychopaths. Human Brain Mapping, 36, 2015-2026.
- Cowell, J. M., & Decety, J. (2015). The neuroscience of implicit moral evaluation and its relation to generosity in early childhood. Current Biology, 25, 1-5.
- Decety, J., & Cowell, J. M. (2015). Empathy, justice and moral behavior. American Journal of Bioethics – Neuroscience, 6(3), 3-14.

## Ouvrages récents
- The Social Brain - A Developmental Perspective (2020. Cambridge: MIT Press.
- The Moral Brain: A Multidisciplinary Perspective (2015). Jean Decety et Thalia Wheatley (éd.). Cambridge: MIT Press.
- New Frontiers in Social Neuroscience (2014). Jean Decety et Yves Christen (éd.). New York: Springer.
- Empathy: From Bench to Bedside (2012). Jean Decety (éd.). Cambridge: MIT Press.
- The Oxford Handbook of Social Neuroscience (2011). Jean Decety et John Cacioppo (éd.). New York : Oxford University Press.